# Non si sevizia un paperino
Non si sevizia un paperino é um filme italiano de 1972, do subgênero giallo, dirigido por Lucio Fulci e estrelado por Florinda Bolkan, Barbara Bouchet e Tomas Milian. 
É um dos primeiros filmes de Fulci a ter mortes extremante gráficas (principalmente a morta final), que logo teriam outras em seus filmes seguintes. É o filme preferido do diretor.[carece de fontes?] É considerada uma das principais obras do suspense italiano e da carreira de Fulci, além de ser considerada a mais mórbida e perturbadora.[carece de fontes?]
O filme é baseado em eventos ocorridos em Bitonto, comuna italiana da região da Puglia, em 1971, onde houve uma série de assassinatos de crianças.

## Sinopse
Assassinatos de crianças aterrorizam a população de um pequeno vilarejo na Itália e atraem grande número de policiais e jornalistas.